# 北村政治郎
北村 政治郎（きたむら まさじろう、1882年（明治15年）4月14日 - 1933年（昭和8年）3月28日）は、日本の通信技術者である。

## 経歴・人物
滋賀県大津市の生まれ。幼年のころに北村斎一郎の養子となり、新潟県に移住する。後に上京し逓信省が運営する東京郵便電信学校を経て、卒業後の1904年（明治37年）に同省に入り電気試験所に勤務した。
その後は同僚の丸毛登らと共に、多くの電話や通信の接続装置、電線の発明に携わった。1924年（大正13年）に逓信省を離れ、翌1925年（大正14年）に東京放送局（現在の日本放送協会）が開局したのと同時に同局の技師長に就任し、放送事業の向上に貢献した。子にジャズ・クラリネット奏者の北村英治らがいる。

## 発明品

### 主な発明
- TYK式無線電話機 - 鳥潟右一、横山英太郎と共作[2][3]。名は各々の苗字に因む[注釈 1]。

### その他の発明
- 高周波式有線多重電信装置
- 有線多重電信電話装置
- 送電線高周波通信方式

## 受賞歴
- 帝国学士院賞 - 1916年（大正5年）受賞[2][4]。

## 著書
- 『無線の栞』